# Sambesi-Gürtel
Der Sambesi-Gürtel ist ein Falten- und Überschiebungsgürtel. Er liegt im zentralen südlichen Afrika und erstreckt sich über Teile von Sambia und Simbabwe.
In Grabenbrüchen und Sedimentbecken lagerten sich magmatische Komponenten und Sedimente neoproterozoischen Alters, beginnend vor etwa 880 Millionen Jahren (im folgenden Text als mya abgekürzt), ab.
Während der Pan-Afrikanischen Orogenese, 620 bis 500 mya, unterlagen diese Gesteine Kompressionen und Deformationen im Wesentlichen infolge Interaktion der Kratone Kongo-São Francisco (Kongo-SF) und Kalahari, wodurch die Grabenbrüche und Sedimentbecken wieder geschlossen wurden und Falten- und Überschiebungskomplexe entstanden.

## Geografische Erstreckung
Der Sambesi-Gürtel (im folgenden Text abgekürzt als SG) ist im Norden begrenzt durch den damals noch verbundenen Kraton Kongo-São Francisco und im Süden durch den Zimbabwe-Kraton, dem nördlichen Teil des Kalahari-Kratons. Im nördlichen Simbabwe zweigt der SG von einem dortigen Triple Junction (Tripelpunkt) im südwestlichen Mosambik-Gürtel ab und verläuft weiter westlich bis ins südliche Sambia, wo die Mwembeshi-Scherungszone die Grenze zum nordwestlich liegenden Lufilian-Bogen bildet. Westlich geht der SG über in den Damara-Gürtel.
Der SG ist Teil eines größeren Orogenkomplexes, der sich quer durch das südliche Afrika zieht. Dieser schließt östlich an den Mosambik-Gürtel an und umfasst neben dem Sambesi-Gürtel auch den Lufilian-Bogen und den Damara-Gürtel. Alle werden dem umfassenderen Pan-Afrikanischen Orogenkomplex zugeordnet, der während der Formierung des Großkontinents Gondwana entstand.

## Geologische Entwicklung

### Grundgebirge
Das Grundgebirge des SB bilden archaische und mesoproteroziosche Gesteine aus mittleren und unteren Krustenbereichen. Diese enthalten hohe Silicium- und Aluminium-Anteile (SIAL) sowie felsische und mafische Intrusionen (magmatischen Gesteinseindringungen).
Infolge der voluminösen Intrusionen wurden die betroffenen Gesteine des Grundgebirges hochgradig deformiert und metamorph überprägt. Sie liegen als Gneise und Orthogneise vor, deren Alter um etwa 1.100 mya datiert wird. Vermutlich stehen diese Vorgänge im Zusammenhang mit der Kibara-Orogenese, die sich während der Formierung des Superkontinents Rodinia im (heutigen mittleren und südlichen) Afrika ereignete.

### Grabenbruch- und Sedimentbecken-Bildung, Gesteinsablagerungen
Die Bildung des SG begann mit tektonischen Erdplattenbewegungen und thermischen Ereignissen um 880 bis 820 mya, als der Superkontinent Rodinia zu zerfallen begann. Es entstanden ein oder mehrere, relativ schmale intrakontinentale aulakogene, nicht zu ozeanische Spreizungen führenden Grabenbrüche, die mit Meereswasser geflutet wurden.
Auf der Basis von bimodalen Vulkaniten aus felsischen und mafischen Laven lagerten sich dicke suprakrustale (an der Oberfläche der Erdkruste aufgeschlossene) Schichten aus fein- und mittelgroßen Klasten (Gesteinsbruchstücken) sowie aus Sedimenten ab, bestehend aus Peliten und Psammiten. Diese wechselten mit umfangreichen Schichten aus Carbonaten und Kalksilikaten. Häufig in metamorphen Bereichen vorkommende Skapolith-Gerüstsilikate werden als ursprünglich vorhandene Evaporite (Ausfällungs- bzw. Verdampfungsgesteine) gedeutet.

### Terrane innerhalb des Sambesi-Gürtels
Bezogen auf die unterschiedlichen Gesteinsformationen und deren Entwicklungen ist der SG in mehrere Terrane strukturiert.
Das Migmatitic Gneiss Terrain entspricht einem Bereich mit umgeformtem archaischem Basement in der Kontaktzone zwischen dem SG und dem Zimbabwe-Kraton. Es besteht hauptsächlich aus archaischen tonalitischen Gneisen, Glimmerschiefer sowie verschiedenen metasedimentären (metamorph umgewandelten) Einschlüssen. Die Gesteine zeigen vorwiegend eine Amphibolit-Fazies (Gesteinseigenschaft).
Das Marginal Gneiss Terrain liegt strukturell auf dem Migmatitic Gneiss Terrain und enthält metasedimentäre Sequenzen von der Rushinga Metamorphic Suite und diverse Gneise aus der Chimanda Metamorphic Suite.
Der Basal Rushinga Intrusive Complex ist ein flach ausgebildeter Granitiod-Körper, der den Übergang zwischen dem Migmatitic Gneiss Terrain und dem Marginal Gneiss Terrain darstellt.
Die Rushinga Metamorphic Suite wird interpretiert als eine stark deformierte Sequenz aus Flachwasser-Sedimenten, die sich entlang der Übergangszone zum Zimbabwe-Kraton abgelagert haben. Die Gesteine unterlagen verschiedenen metamorphen Überprägungen und weisen Amphibolit- zu Granulit-Fazien auf.
Das Zambezi Allochthonous Terrain zeigt die höchste Strukturierung im Norden des SG. Es entspricht einem Überschiebungsstapel aus felsischen und mafischen Intrusivgesteinen aus der Masoso Metamorphic Suite und der Mavuradonha Metamorphic Suite, die auf das Marginal Gneiss Terrain geschoben wurden. Die Gesteine haben einen sehr hohen metamorphen Grad und bestehen aus Granulit verschiedener Beimengungen.
Die Masoso Metamorphic Suite formt die basale Einheit des Zambezi Allochthonous Terrain und besteht aus bimodalen Gneisen unterschiedlicher Prägungen sowie metamorphierte Plutone (in der Erdkruste auskristallisierte Magmakörper) mit Amphibolit-Fazies.
Die Mavuradonha Metamorphic Suite ist im Nordosten des SG die am höchsten strukturierte Einheit. Sie wurde auf die Masoso Metamorphic Suite aufgeschoben und repräsentiert den höchsten metamorphen Grad in diesem Bereich. Die Basis dieser Suite bilden große Gesteinskörper Gneise verschiedener Ausprägungen mit Amphibolit-Fazies. Darüber liegen Gabbros mit Granulit-Fazies.

### Deformationen, Kompressionen, Metamorphosen
Infolge der Annäherung bzw. Kollision der Kratone Kongo-SF und Kalahari schlossen sich die intrakontinentalen Becken in mehreren Phasen wieder. Dabei entstanden sowohl Transformstörungen (seitliche Erdplattenverschiebungen) wie auch von Süd- zu Südwest neigende Überschiebungen mit intensiven mylonitischen Verformungen und Faltenbildungen von Gesteinen in diesen Zonen. Die Mwembeshi-Scherungszone bildete sich aus.
Die Gesteine zeigen meistens eine metamorphe Amphibolit- bis Granulit-Fazies. Das Vorkommen von Eklogiten und anderen unter Hochdruck überprägten Gesteinen, wie Gabbro-Ansammlungen, in manchen SG-Bereichen, die aus größeren Tiefen exhumiert wurden, verweist darauf, dass die Kruste stark verdickt wurde.
In der bedeutendsten gebirgsbildenden Phase um 820 mya intrudierten voluminöse Batholith-Plutone aus Graniten und Gneisen in eine Transformstörung des zentralen SG. Diese Batholite erzeugten auf der Oberfläche große und dicke Magma-Schichten.
Drei Hauptdeformations-Ereignisse (DMZ 1 bis 3) lassen sich im SG darstellen.
- In der DMZ 1 Phase erfolgte vermutlich eine Verdickung tiefer Krusten infolge Ansammlung von Schmelzen bei Abtauchen von Ozeanplatten (Underplating). Diese Ereignisse sind auf die Masoso Metamorphic Suite und Mavuradonha Metamorphic Suite beschränkt.
- Die DMZ 2 Phase wird in Verbindung mit der Bildung des Zambezi Allochthonous Terrains mit metamorpher Überprägung des Marginal Gneiss Terrain unter Hochdruck-Konditionen und Exhumierung von tiefen Granulit-Krusten gebracht.
- Die DMZ 3 Phase entspricht der Faltenbildung und nordwärts gerichteten Überschiebungen. Sie war die Folge von tektonischen Kompressionen während der Schließung der Grabenbrüche und Becken.

### Chewore-Inliers
Die Chewore-Inliers liegen zentral im SG an der nördlichen Zone des Zimbabwe-Kratons. Sie sind von besonderer Bedeutung für die Erforschung des SG. Anhand von Strukturen, Metamorphosen und der Geochronologie können die langwierigen und vielfältigen Prozesse vom Mesoproterozoikum bis zum frühen Paläozoikum nachvollzogen werden.